# Східна компанія

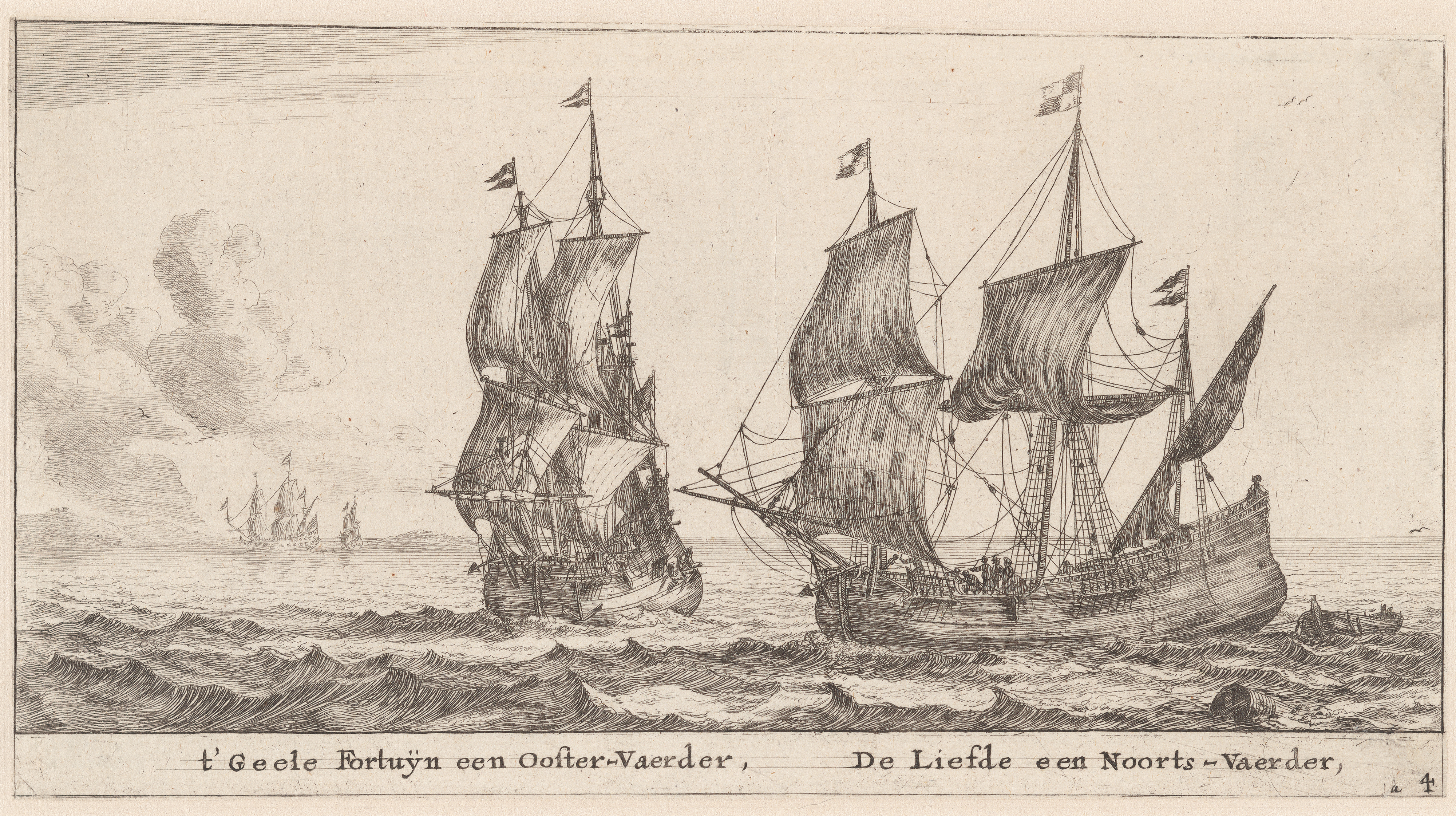
Кораблі, що торгують у Балтійському морі, територія Східної компанії

Східна компанія, Істлендська компанія, або Північноморська компанія, була англійською коронною компанією, заснованою в 1579 році для сприяння торгівлі зі Скандинавією та державами Балтійського моря. Як і більш відома Російська компанія, це була спроба англійців оскаржити панування Ганзейського союзу в торгівлі Північної та Центральної Європи.

## Історія

### Статут
Її статут датується 1579 роком. Згідно з першою статтею, компанія була перетворена на політичне об'єднання під назвою «Компанія купців Сходу», що складалася б з англійців, усі практикуючі купці, які до 1568 року здійснювали торгівлю через протоку до Норвегії, Швеції, Польщі, Лівонії, Пруссії, Померанії тощо, а також до Ревеля, Кенігсберга, Данцига, Копенгагена тощо, за винятком Нарви, Московії та її залежних територій. Більшість наступних статей надали їм звичайні прерогативи таких компаній, включаючи печатку, губернатор, суди, закони тощо.
Статут компанії був підтверджений Карлом II у 1661 році з таким доповненням: жодна особа будь-якого статусу, що мешкає в Лондоні, слід визнати членом, якщо вона не є вільною від міста. Багато членів Істлендської компанії були відомими англійськими купцями в Йорку, серед них Томас Герберт, Чарльз Міклтвейт, Крістофер Топгем, Метью Топгем та Персіваль Леветт.

### Спеціальні привілеї
Пільги, специфічні для цієї компанії, порівняно з іншими англійськими компаніями того часу, були:
- Що ніхто не може бути прийнятий членом, якщо він вже є членом іншої компанії, а також будь-який роздрібний торговець взагалі.
- Що жодного кваліфікованого купця не буде допущено, не сплативши 6 фунтів 13 шилінгів 6 пенсів.
- Що член іншої компанії, яка бажає відмовитись від її привілеїв, і отримувати на Схід, буде визнаний безкоштовним за умови, що він закуповує ту саму прихильність для продавця Сходу, готовий заповнити своє місце
- Що купці-авантюристи, які ніколи не вели торгівлі на Сході, у місцях, зазначених у статуті, можуть бути прийняті як члени товариства після сплати 40 марок. Що, незважаючи на цей союз шукачів пригод Англії з Компанією Сходу, кожна з них зберігатиме свої права та привілеї.
- Що вони не повинні експортувати жодної тканини, окрім пофарбованої та випрасованої; за винятком 100 штук щороку, які їм дозволяються безкоштовно.

### Закон про торгівлю 1672 року
Однак компанія показала погані результати, в результаті чого більша частина балтійської торгівлі опинилася в руках голландських конкурентів. У 1672 році парламент ухвалив Закон про торгівлю 1672 року (25 Cha.II c.7) під назвою An Act for the incouragement of the Greeneland and Eastland Trades, and for the better secureing the Plantation Trade. Цей вчинок став смертельним ударом для компанії Eastland. Згідно з розділами 8 та 9 закону та незважаючи на статут компанії, парламент відкрив вільну торгівлю для Швеції, Данії та Норвегії, а також дозволив будь-якому англійцю бути прийнятим до Істлендської компанії, сплативши лише 40 шилінгів.

## Гребінь
На гербі компанії було зображено істоту під назвою алокамелус, міфічний звір, про якого повідомляли члени компанії, хоча в «Геральдиці Паркера» зазначається, що лише члени цієї компанії повідомляли про його спостереження.